# Plaza Doctor Olivera (San Cristóbal de La Laguna)

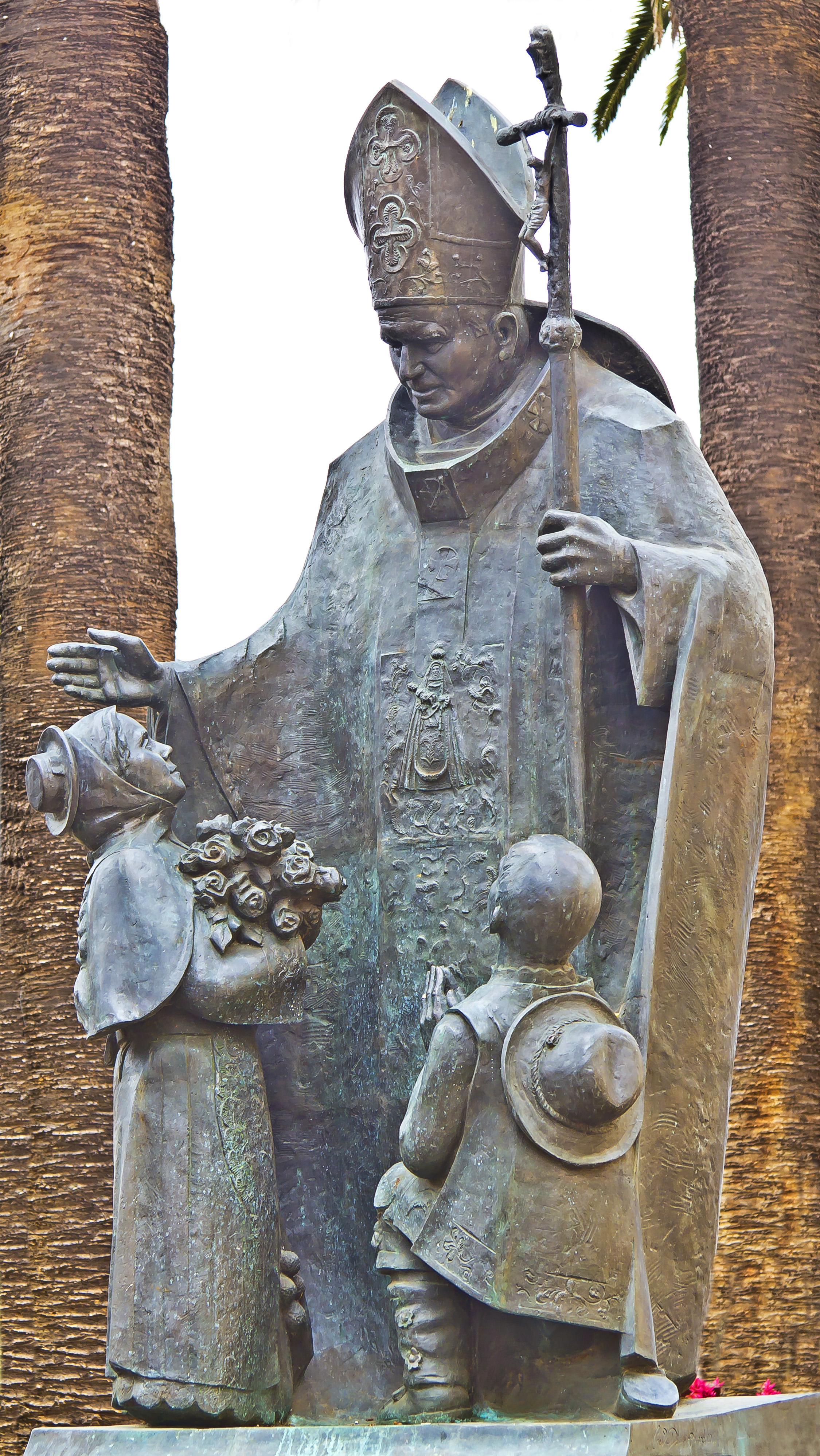
Monumento al papa Juan Pablo II, situado junto a la puerta de entrada a la iglesia

La plaza Doctor Olivera es una plaza que se encuentra en el casco histórico de la ciudad de San Cristóbal de La Laguna en la isla de Tenerife (Islas Canarias, España). 
La plaza se encuentra en uno de los laterales de la Iglesia Matriz de Nuestra Señora de la Concepción. La plaza está llena de comercios y cuenta con palmeras plantadas en una hilera de un pequeño césped junto a la puerta de entrada a la iglesia. En la plaza también se encuentra una pequeña fuente de mármol y piedra.
Junto a la puerta principal de la iglesia se encuentra el Monumento al papa Juan Pablo II, obra del artista polaco Czesław Dźwigaj. Se trata de una estatua en bronce de cuerpo entero en el que Karol Józef Wojtyła aparece con la vestimenta litúrgica bendiciendo a una niña y un niño vestidos con ropas típicas de Canarias.